# Nezbudská Lúčka
Nezbudská Lúčka (maďarsky Óváralja, do roku 1907 Nezbudlucska) je obec na Slovensku v okrese Žilina. Žije v ní 399 obyvatel. První písemná zmínka o vesnici pochází z roku 1439.

## Historie
Obec Nezbudská Lúčka je poprvé zmiňována v roce 1439 jako Vapena Lucska a v roce 1511 jako Poccessia Lwcha. Vznik obce byl spjat s výrobou vápna pro stavební účely Starého hradu i Strečna, a panských, církevních a později i měšťanských zděných objektů v blízkém i vzdálenějším okolí. Proto se v roce 1439 uvádí s přívlastkem Vápenná. I dnes je v katastru obce název Za vápenye, kde se pálilo vápno.
Archeologické nálezy dokázaly stopy po osídlení člověka v obci již v mladší době železné. V Nezbudské Lúčce se nacházejí zvláštní výrobní objekty poblíž starého hřiště – zbytky železné strusky, přepálené zeminy i střepy púchovské kultury.
Ze začátku středověku pochází malé opevnění. Z období feudalismu je známo, že v roce 1397 správce Starého hradu Peter Wangel dal na příkaz krále Zikmunda Pavlovi Bolešovi do dědičného rychtářství Lúčku a Rozbehy. Pavol Boleš kromě svobod, jaké poskytovalo žilinské právo, dostal i ojedinělou výsadu – svobodně vorařit na Váhu. V roce 1439 král Albrecht daroval své manželce Alžbětě několik měst a panství v Trenčínské župě, mimo jiné právě strečňanské a starohradské panství, pod které patřila i Vápenná (Nezbudská) Lúčka.
Obec zasáhla druhá světová válka. V nedalekém Strečenském průsmyku se vedly během Slovenského národního povstání prudké boje mezi povstaleckými jednotkami ustupujícími ze Žiliny a německými jednotkami. Ozbrojené střetnutí je známé jako bitva o Strečenský průsmyk.
Původní jednořadá silniční forma byla diktována linií levého břehu Váhu. Dřevěné domy byly orientovány užší stranou (průčelím) k cestě kopírující břeh Váhu. Obyvatelé se věnovali zemědělství a práci s dřevem.

## Přírodní poměry
Obec Nezbudská Lúčka leží na okraji pohoří Malá Fatra, s obcí Strečno na druhém břehu řeky Váh ji spojuje železniční most, most pro pěší a přívoz. Do správního území obce zasahuje část národního parku Malá Fatra, leží v něm národní přírodní rezervace Krivé a části národních přírodních rezervací Starý hrad a Suchý.

## Pamětihodnosti
- Zřícenina Starého hradu
- Obecní zvonice

## Galerie

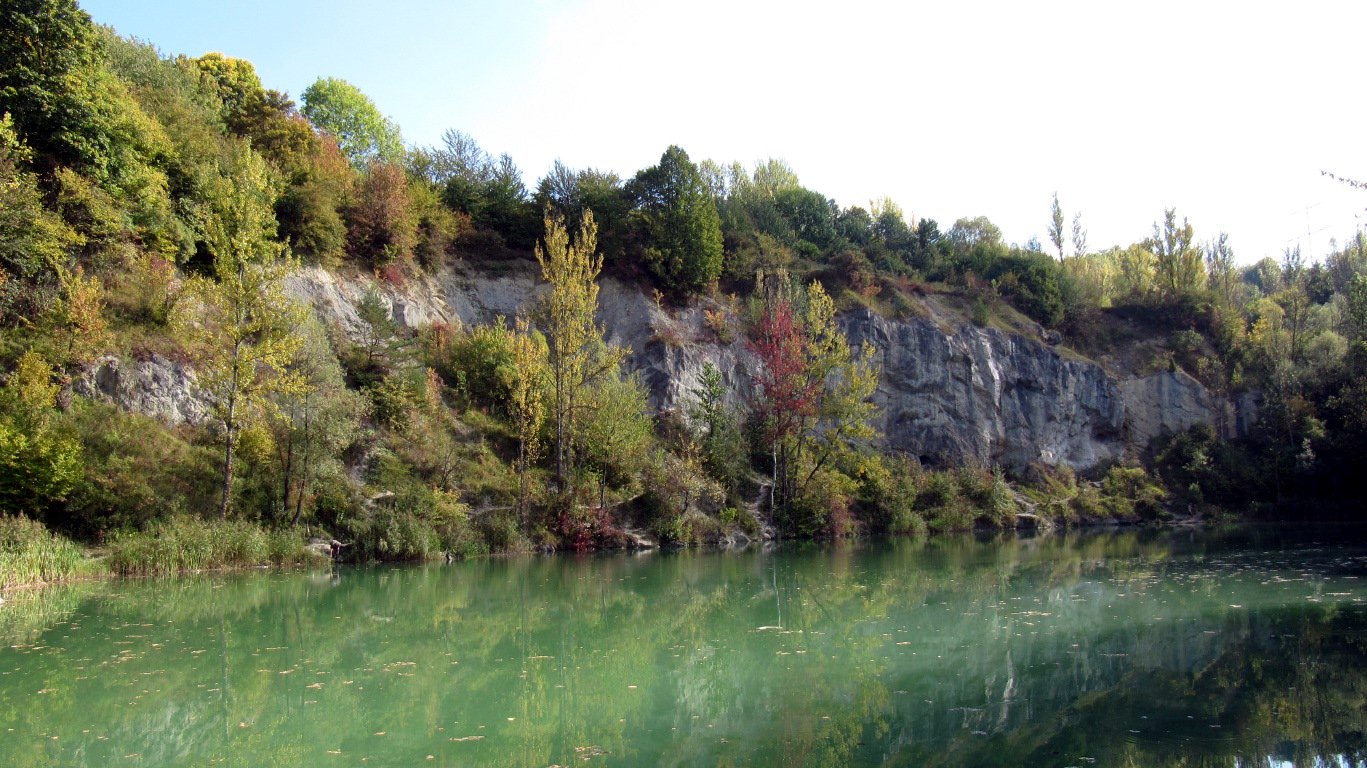
Lom Nezbud, zatopený lom přírodního asfaltu
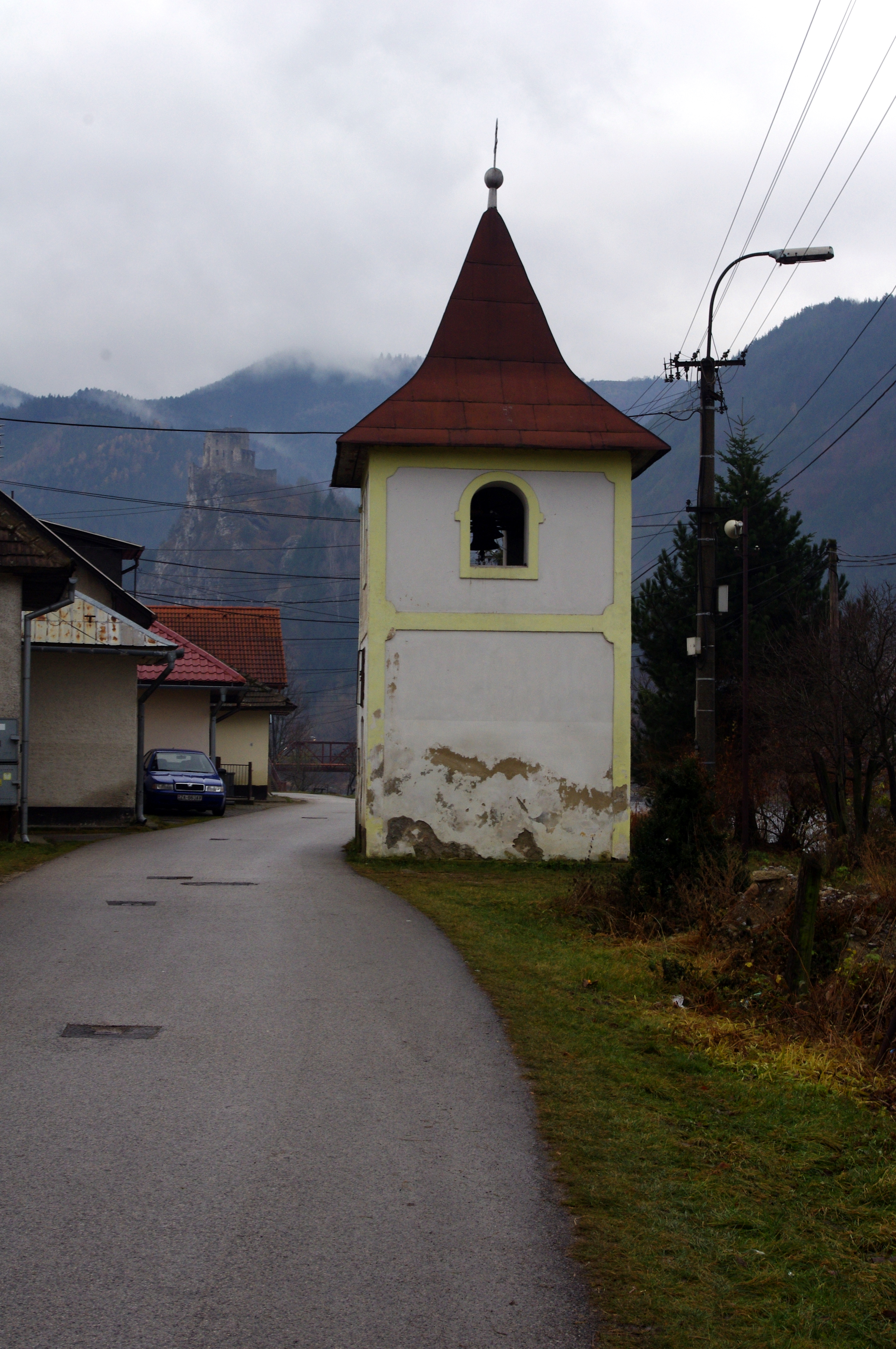
Zvonice
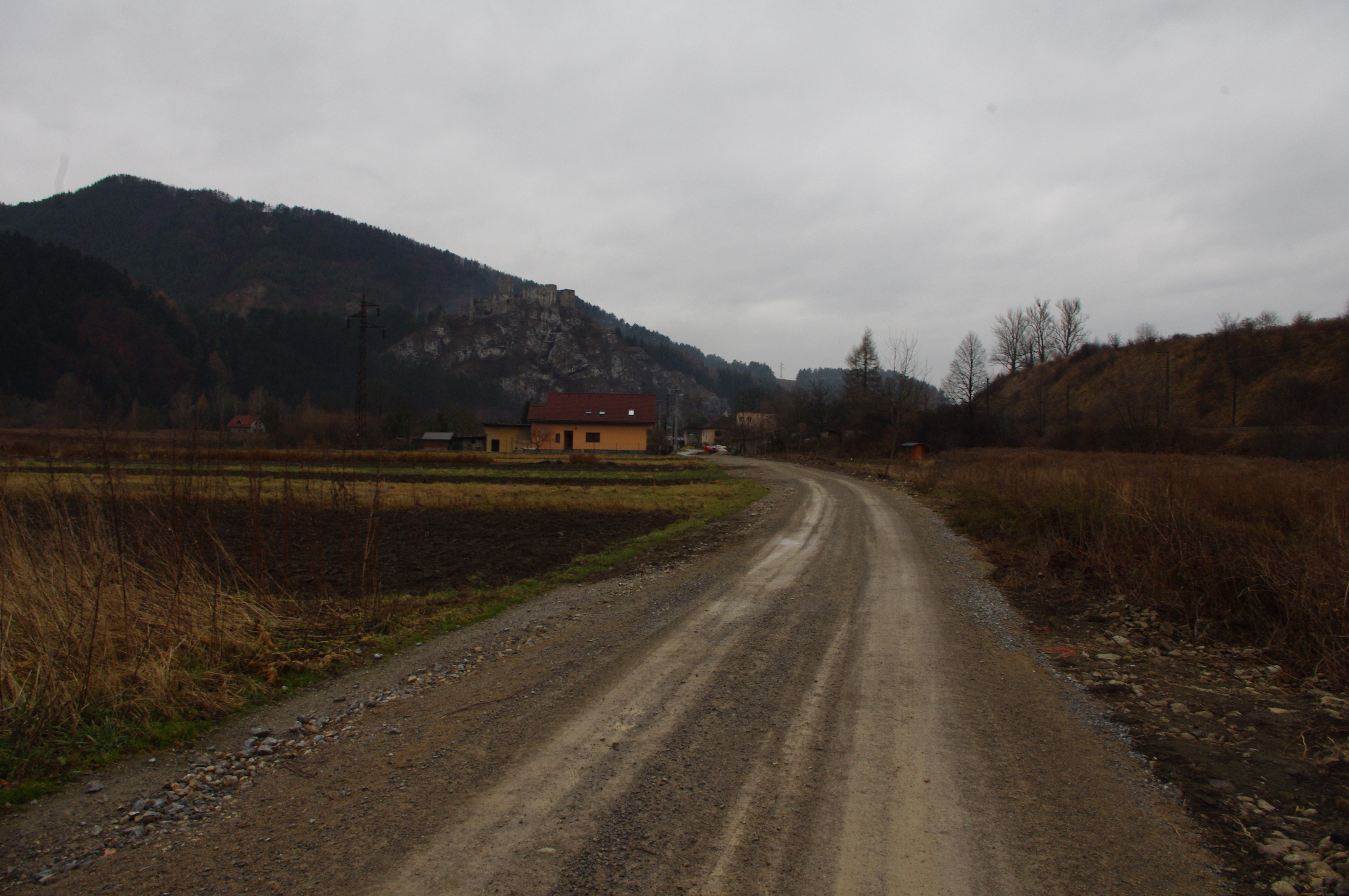
Obec ze severovýchodu
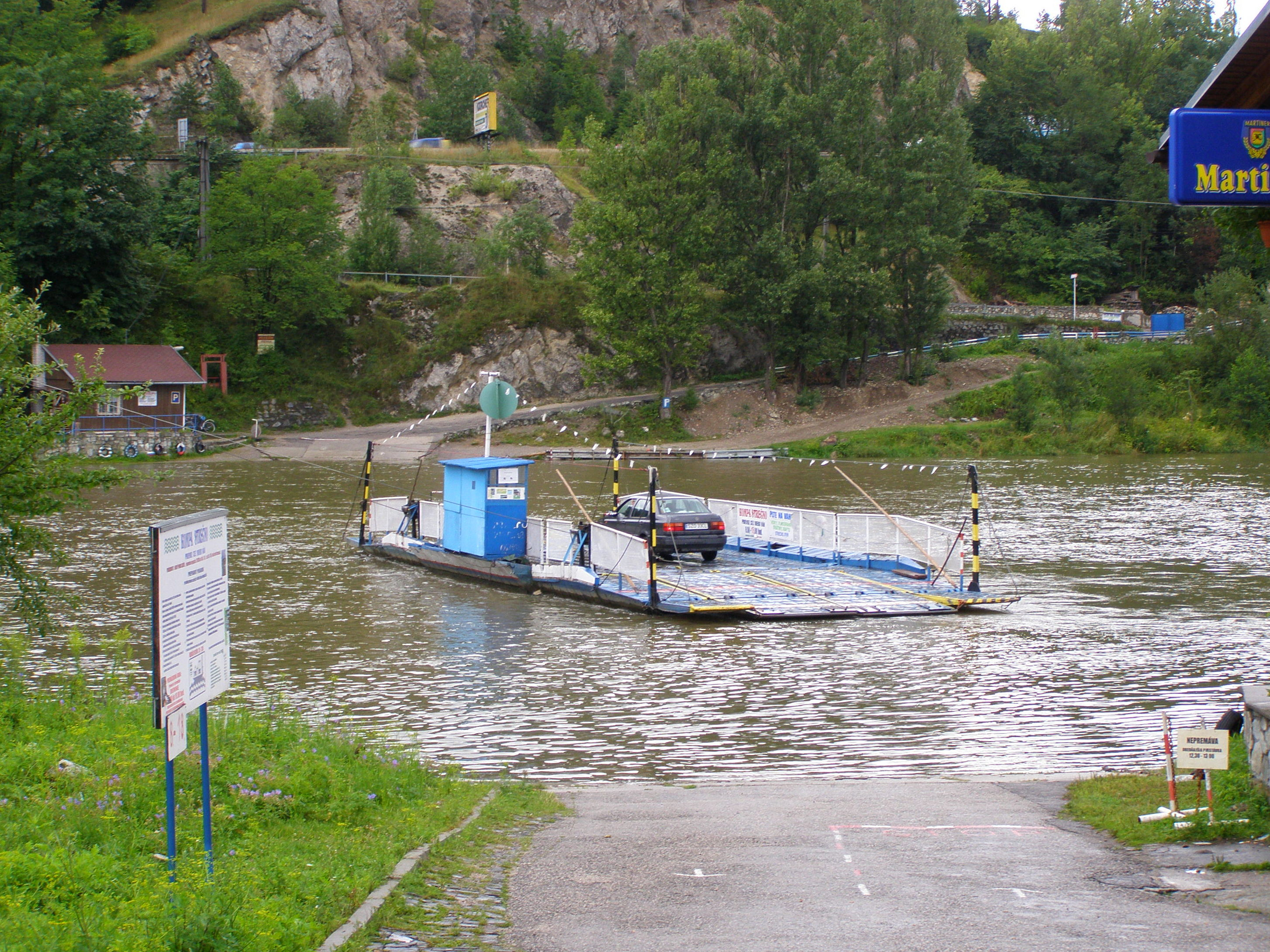
Přívoz pro auta